# SINUS (Bildung)
SINUS (Steigerung der Effizienz des mathematisch-naturwissenschaftlichen Unterrichts) war ein Modellversuchsprogramm für die Sekundarstufe I im mathematisch-naturwissenschaftlichen Bereich, das infolge der Third International Mathematics and Science Study (TIMSS) 1994/96 von der Bund-Länder-Kommission für Bildungsplanung und Forschungsförderung (BLK) initiiert wurde. Ziel des Programms war, die Effizienz des Unterrichts zu steigern. Aufgrund der guten Rezeption fand eine mehrmalige Verlängerung durch den sogenannten SINUS-Transfer statt. Seit August 2017 erfolgt die Organisation dieses Programmes durch die einzelnen beteiligten Länder. Für die Primarstufe gab es auch entsprechende Programme, die noch weitergeführt werden.

## Geschichte

### SINUS
Als sich durch die TIMSS abzeichnete, dass sich das Niveau des deutschen Bildungssystems den mathematisch-naturwissenschaftlichen Unterricht betreffend im Vergleich in einem niedrigen Bereich bewegte, wurde die BLK mit einem Gutachten beauftragt. Dieses ebnete den Weg zum SINUS-Programm. Am 1. April 1998 startete SINUS mit 180 teilnehmenden Schulen, die in 30 regionale Netzwerke gegliedert wurden. Ansatz des Projektes sollte eine Verbesserung der Qualität durch die Eigeninitiative der Schulen, aber auch durch Kommunikation und Vernetzung der Schulen sein.
Geleitet wurde SINUS durch das Leibniz-Institut für die Pädagogik der Naturwissenschaften und Mathematik (IPN) an der Universität Kiel, den Lehrstuhl für Mathematik und ihre Didaktik an der Universität Bayreuth und das bayerische Staatsinstitut für Schulpädagogik und Bildungsforschung (ISB).
Zur Evaluation des durch den Modellversuch erreichten Fortschritts wurden neben regelmäßigen Befragungen der Schüler und der Lehrer Teilstichproben der PISA-Studie genommen. Der Modellversuch wurde im Schuljahr 2003/04 beendet und in das Folgeprojekt SINUS-Transfer überführt.

### SINUS-Transfer
Der SINUS-Transfer wurde von der BLK als Folgeprogramm zum Modellversuch SINUS aufgelegt. Dieser gliederte sich in mehrere Wellen. Laut der Fortbildungsbroschüre „können [Modellversuche] nur den Boden bereiten und die Richtung vorgeben. Entscheidend für den endgültigen Erfolg sind die allgemeine Akzeptanz der Ideen in der Lehrerschaft und die Umsetzung in möglichst vielen Schulen […]“. Ein somit integraler Bestandteil war die Dissemination der im Modellversuch erstellten Materialien und Konzepte. 13 Bundesländer beteiligten sich am SINUS-Transfer. Am Programm nahmen das Saarland, Mecklenburg-Vorpommern und Sachsen nicht teil. Die Programmwelle 1 dauerte von 2003 bis 2005 und die zweite von 2005 bis 2008. Im Anschluss fand die Organisation dezentral statt.
Insgesamt beteiligten sich an der ersten Welle ca. 700 Schulen und an der zweiten Welle 1870 Schulen, die sich in 178 regionale Sets gliederte. Die Lerninhalte des SINUS-Transfers wurden über ein zentrales Onlineportal bereitgestellt, das Inhalte mehrerer kooperierender Portale zusammenfasste.
Die Evaluation der Ergebnisse erfolgte mittels zwei Akzeptanzbefragungen, Portfolios, die von jeder einzelnen Schule erstellt wurden, und einer Rückmeldung der Länder bezüglich bestimmter Faktoren. Die Evaluation auf Landesebene erfolgte üblicherweise mittels einer Selbstevaluation. Eine Ausnahme bildete hier Hessen. In Hessen wurde in Kooperation mit zwei Universitäten auch eine Analyse von Videoaufnahmen des Unterrichts durchgeführt. Teilweise fanden auch Leistungstests der Schüler statt.

### Weitere Entwicklungen
Fünf der am SINUS-Transfer teilnehmenden Bundesländer stellten Mittel zur Fortführung eines solchen Programmes bereit. Drei von ihnen wollten die Struktur des SINUS-Transfers beibehalten. In den anderen Bundesländern werden die Erkenntnisse in die bereits bestehenden Strukturen im Bildungsbereich eingebunden. Im Jahr 2007 schlug die Europäische Kommission ein SINUS ähnliches Projekt auf europäischer Ebene vor.
Die im Rahmen des SINUS-Transfers entwickelten Fragebögen zur Evaluation werden teilweise heute noch zur Analyse eingesetzt.
Seit 2023 läuft in 15 Bundesländern QuaMath, das als Nachfolgeprogramm des SINUS-Transfer-Programms betrachtet wird.

## Module
Die Programme basierten auf 11 Modulen, die im Folgenden beschrieben werden.
| Nummer | Titel                                                                                   |
| ------ | --------------------------------------------------------------------------------------- |
| 1      | Weiterentwicklung der Aufgabenkultur im mathematisch-naturwissenschaftlichen Unterricht |
| 2      | Naturwissenschaftliches Arbeiten                                                        |
| 3      | Aus Fehlern lernen                                                                      |
| 4      | Sicherung von Basiswissen – Verständnisvolles Lernen auf unterschiedlichen Niveaus      |
| 5      | Zuwachs von Kompetenz erfahrbar machen: Kumulatives Lernen                              |
| 6      | Fächergrenzen erfahrbar machen: Fachübergreifendes und fächerverbindendes Arbeiten      |
| 7      | Förderung von Mädchen und Jungen                                                        |
| 8      | Entwicklung von Aufgaben für die Kooperation von Schülern                               |
| 9      | Verantwortung für das eigene Lernen stärken                                             |
| 10     | Prüfen: Erfassen und Rückmelden von Kompetenzzuwachs                                    |
| 11     | Qualitätssicherung innerhalb der Schule und Entwicklung schulübergreifender Standards   |

Die beschriebenen Module sollten möglichst flexibel in den bereits bestehenden Unterricht eingebunden werden.
Die Bundesländer konnten entscheiden, welche Module sie wählen. Im Folgenden wird gezeigt, wie oft welches Modul (x-Achse) gewählt wurde.

## Grundschulen
An den Grundschulen (1. bis 4. Klasse) gab es in 14 Bundesländern (außer Mecklenburg-Vorpommern und Sachsen) von 2004 bis 2009 das Programm SINUS-Transfer Grundschule.
Vom 15. August 2009 bis zum Juli 2013 fand das Nachfolgeprogramm SINUS an Grundschulen statt. Zehn Bundesländer nahmen hieran teil. Das Augenmerk lag auf der individuellen Förderung der Schüler und der Identifizierung von Problembereichen im Unterricht.